# Любецький танець смерті
Любецький танець смерті (нім. Lübecker Totentanz) — монументальний мальований фриз, який прикрашав церкву Святої Марії (Марієнкірхе) у Любеку. Створений близько 1463 року і зазвичай приписується Бернту Нотке. 1701 року сильно пошкоджений оригінал був замінений на ретельно виконану копію, зроблену Антоном Вортманном. Один із найвідоміших творів образотворчого мистецтва на мотив танцю смерті, який був безповоротно знищений в 1942 році під час бомбардування Любека.

## Історія

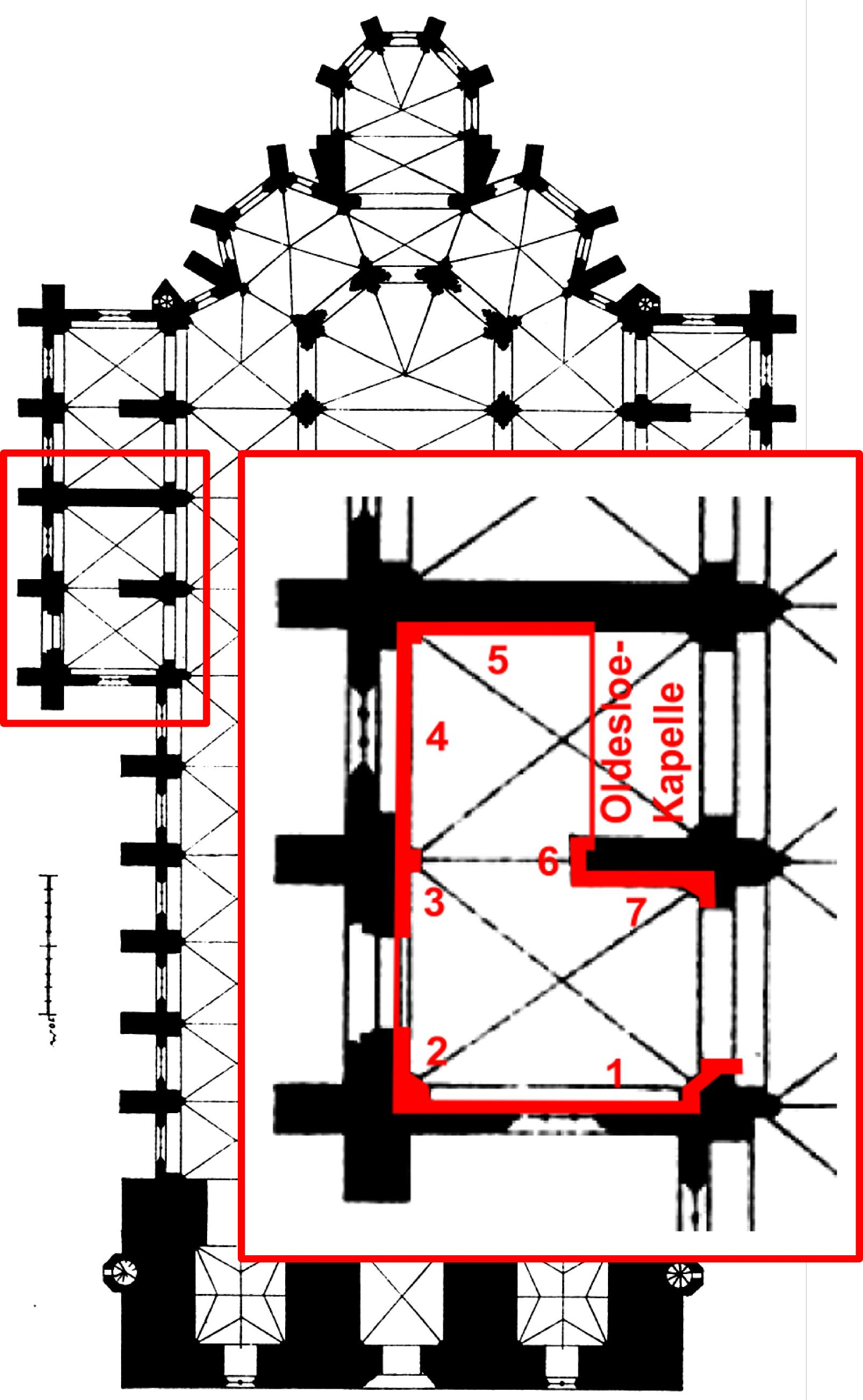
Місце розташування «Танцю смерті» на плані Марієнкірхе

На відміну від більшості подібних творів, «Любецький танець смерті» був написаний не на стіні церкви, а на полотні. Фриз тягнувся по приміщенню безперервною смугою близько 30 метрів завдовжки і 2 метрів заввишки, який зображував (у повну величину) ланцюжок з дванадцяти пар містян на тлі Любека, яких веде Смерть. Кожен персонаж символізував зайняте ним місце у соціальній ієрархії: серед зображених були Папа Римський, імператор та імператриця, кардинал, король, єпископ, герцог, лицар, лихвар, ремісник, лікар, купець, чернець, селянин та інші. Зображення супроводжувалися віршованими рядками середньонижньонімецькою мовою, в яких герої «описували» свою смерть. Ймовірно, що приводом для замовлення фризу став спалах чуми, що стався у місті в середині століття.
У 1701 році настоятель церкви вирішив замінити «Танець смерті» 1463 року копією, так як оригінал знаходився в дуже поганому стані. Завдання було доручено церковному художнику Антону Вортманну; вважається, що виконана ним копія була максимально близька до оригіналу. Вірші на середньонижньонімецькій, яка у той час вже була малозрозуміла парафіянам, були замінені бароковими строфами класичною німецькою. Оригінальний текст, однак, був скопійований настоятелем церкви «на згадку та на честь попередників». Деякі фігури на зображенні помінялися місцями чи взагалі були прибрані.
Фриз був знищений в ніч на 29 березня 1942 році під час бомбардування Любека англійською авіацією. Відновленню він не підлягав, але у відремонтованій і знову відкритій після війни церкві розмістили два вітража на сюжет «Танцю смерті», виконані Альфредом Малау.

## Фрагмент в Таллінні

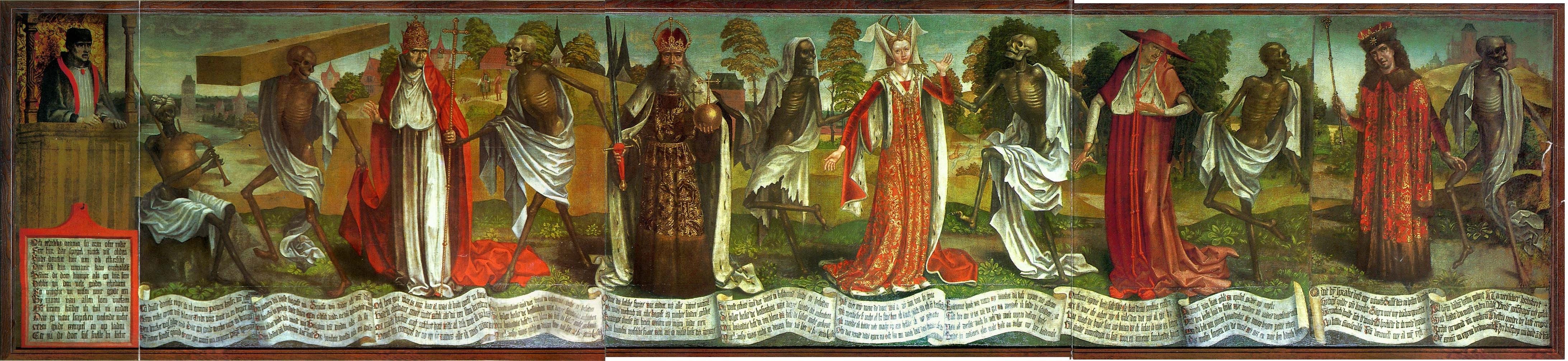
Талліннський «Танець смерті»

У талліннській церкві Святого Миколая виставлений «Танець смерті» з тринадцяти постатей, дуже схожий до любецького. Через велику схожість раніше вважалося, що це фрагмент оригінального «Любецького танцю смерті», який певним чином опинився в Таллінні, але скоріше, що це самостійний твір, виконаний тим самим художником на індивідуальне замовлення.

## «Любецький танець смерті» в мистецтві

### В літературі
- Янн, Ганс Генні «Новий Любецький танець смерті», п'єса (1954)
- Берґенґрюн, Вернер «Смерть у Ревелі» (1939)

### В музиці
- Дістлер, Гуґо «Totentanz» (1934)
- Крафт, Вальтер «Lübecker Totentanz. Ein geistliches Spiel vom Tod, mit tanzenden Gestalten nach dem alten Gemälde-Fries von St. Marien» (1954)
- Адес, Томас «Totentanz» (2013)